# Eugene Nida
Eugene A. Nida (Oklahoma City, 11 de noviembre de 1914 - Madrid, 25 de agosto de 2011) fue un lingüista estadounidense. Está considerado el padre de la teoría de la equivalencia dinámica y formal en la traducción de la Biblia.

## Vida
Nida nació en Oklahoma City, el 11 de noviembre de 1914. Se convirtió en cristiano bautista a una edad temprana, en respuesta a la llamada en su iglesia "para aceptar a Cristo como mi salvador".
Se graduó con máximos honores en la Universidad de California en 1936. Después de graduarse asistió al Campamento Wycliffe, donde se enseñaban las teorías de traducción de la Biblia. Sirvió durante un corto periodo de tiempo entre los indios Tarahumara en Chihuahua, México hasta que se vio obligado a marcharse debido a los problemas de salud ocasionados por la elevada altitud y una alimentación inadecuada. En algún momento de este periodo, Nida se convirtió en un miembro fundador de los Wycliffe Bible Translators, una organización hermana del Summer Institute of Linguistics. 
En 1937, Nida retomó sus estudios en la Universidad del Sur de California, donde realizó en 1939 un Máster en griego del Nuevo Testamento. En ese mismo año, Eugene Nida se convirtió en el pastor provisional de la Iglesia del Calvario en Santa Ana, California, después de que el pastor fundador dimitiera en 1939.  A pesar de su origen conservador, en los años siguientes Nida fue convirtiéndose cada vez más hacia el ecumenismo y al Nuevo Evangelio.
En 1943 Nida se doctoró en Lingüística en la Universidad de Míchigan, se ordenó como pastor Bautista y se casó con Althea Lucille Sprague. La pareja se mantuvo unida hasta la muerte de Althea Sprague Nida en 1993. En 1997, Nida se casó con María Elena Fernández-Miranda, abogada, filóloga, traductora e intérprete. 
Nida se retiró parcialmente a principios de los años 80, aunque siguió dando conferencias en universidades de todo el mundo y se estableció en Bruselas, Bélgica. Falleció en 2011 en Madrid a los 96 años.

## Trayectoria profesional
En 1943 Nida comenzó a trabajar como lingüista con la American Bible Society. Ascendió rápidamente a Ayudante de Secretario de versiones y después trabajó como Secretario Ejecutivo para las Traducciones hasta que se jubiló. 
Nida fue clave para organizar los esfuerzos conjuntos de la Santa Sede y las Sociedades Bíblicas Unidas (UBS) para producir Biblias interconfesionales en traducciones por todo el mundo. Este trabajo comenzó en 1968 y fue llevado a cabo de acuerdo con el principio de traducción de la Equivalencia Funcional de Nida.

## Teorías lingüísticas y de traducción
Nida ha sido un pionero en las áreas de la teoría de la traducción y de la lingüística.
Su tesis doctoral, A Synopsis of English Syntax (Una sinopsis sobre la Sintaxis Inglesa), fue el primer análisis exhaustivo llevado a cabo sobre una lengua mayoritaria siguiendo la teoría de los "constituyentes inmediatos".
Su contribución más notable, y la más controvertida, a la teoría de la traducción, es la Equivalencia Dinámica, también conocida como Equivalencia Funcional. El objetivo de este enfoque traductológico es reproducir la intención del texto original en la traducción, en vez de limitarse a reproducir palabra por palabra el original. Para más información dirigirse a "Equivalencia dinámica y formal."
Nida también desarrolló la técnica del "análisis componencial", que separaba las palabras en sus diferentes componentes para ayudar a determinar la equivalencia en la traducción  (por ejemplo "soltero" = macho + no casado). Seguramente este no será el mejor ejemplo de esta técnica aunque sí el más conocido. 
La teoría de la Equivalencia dinámica y formal de Nida se contrasta con las posiciones de los filólogos que mantienen que se puede entender el texto fuente evaluando la interacción de las palabras en la página y que el significado está contenido en el propio texto (es decir, una traducción más enfocada hacia la equivalencia semántica). 
Nida y Venuti han demostrado que los estudios de traducción son una disciplina más compleja de lo que pudiera parecer en un principio, ya que el traductor debe ver más allá del propio texto para deconstruir a un nivel intratextual y decodificar a un nivel referencial evaluando los elementos culturales específicos, la expresión idiomática y el lenguaje figurativo para lograr una comprensión del texto de partida y embarcarse en la creación de la traducción que no solo transfiere el significado de las palabras en un contexto determinado, sino además recrea el impacto del texto original dentro de los límites del sistema del propio lenguaje del traductor (en relación con este tema: George Steiner, el Movimiento Hermenéutico, pragmática, campo, tenor y modo y los actos locutivo, ilocutivo y perlocutivo). Por ejemplo, la frase de que Jesús "se encontró" con alguien debe traducirse con cuidado en una lengua que distinga entre "encontrarse por primera vez", "encontrarse habitualmente" y simplemente "encontrarse con".
En una ocasión, Nida fue criticado por un cambio polémico en la traducción de la Biblia Revised Standard Version (versión estándar revisada): la eliminación de la palabra "virgen" en Isaías 7:14. Sin embargo, como señala en su libro "In Discordance with the Scriptures", Peter Thuesen ha afirmado que Nida no formaba parte del consejo de redacción de ese proyecto.

## Publicaciones
Entre las publicaciones cabe destacar las siguientes:
- Linguistic Interludes - (Glendale, CA: Summer Institute of Linguistics, 1944 (Revisada en 1947))
- The Bible Translator - (Revista fundada y dirigida por Dr. Nida, 1949- )
- Morphology: The Descriptive Analysis of Words - (University of Michigan Press, 1949)
- Message and Mission - (Harper, 1960)
- Customs, Culture and Christianity - (Tyndale Press, 1963)
- Toward a Science of Translating - (Brill, 1964)
- Religion Across Cultures - (Harper, 1968)
- The Theory and Practice of Translation - (Brill, 1969, con C.R. Taber)
- Language Structure and Translation: Essays - (Stanford University Press, 1975)
- From One Language to Another - (Nelson, 1986, con Jan de Waard)
- The Greek-English Lexicon of the New Testament Based on Semantic Domains - (UBS, 1988, con Louw)